# Hiroyuki Kiyokawa
Hiroyuki Kiyokawa (清川 浩行 Kiyokawa Hiroyuki?), född 3 juni 1967 i Hokkaido prefektur, är en japansk före detta fotbollsspelare och tränare.
Kiyokawa började sin karriär 1986 i Hitachi (Kashiwa Reysol). Han avslutade karriären 1994.
Kiyokawa har efter den aktiva karriären verkat som tränare och har tränat J2 League-klubben, Roasso Kumamoto.